# Esch-Rekord
Esch-Rekord is een Duits historisch merk van motorfietsen.
De bedrijfsnaam was: Adolf Esch Mechanische Werkstätte, Köln.
Adolf Esch had eerst geracet met Chater Lea- en KMB-motoren, maar begon in 1926 eigen sportmotoren te bouwen, waarbij hij 248-, 348- en 498cc-kop- en zijklepmotoren van JAP, Blackburne en MAG gebruikte. Na de beurskrach van 1929 moest hij de productie beëindigen.